# 12月25日
12月25日（じゅうにがつにじゅうごにち）は、グレゴリオ暦で年始から359日目（閏年では360日目）にあたり、年末まであと6日ある。この日はクリスマスである。

## できごと

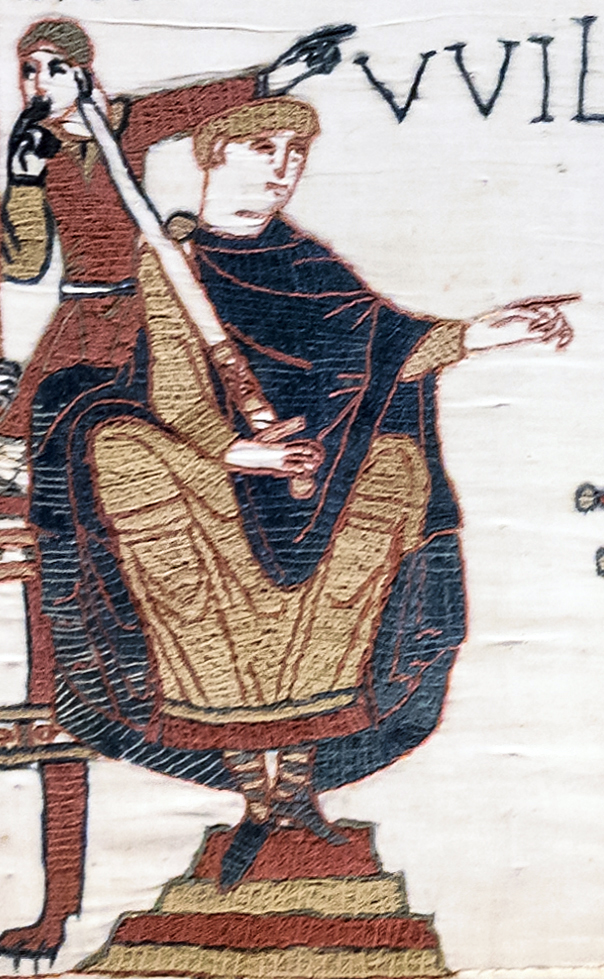
ウィリアム1世、イングランド王に即位(1066)

- 36年 - 呉漢の指揮下にある後漢の光武帝の軍隊が成家の帝国を征服し、中国を再統一した。
- 274年 - ソル・インウィクトゥスの寺院がアウレリアヌス帝によって献上される。
- 333年 - ローマ皇帝コンスタンティヌス1世が、末子のコンスタンス1世をカエサルの称号に昇格させる。
- 508年 - フランク王国のクローヴィス1世が、ランスでレミギウスによってキリスト教の洗礼を受ける。
- 597年 - カンタベリーのアウグスティヌスとその仲間の労働者が、ケント王国で10000人以上のアングロ・サクソン人に洗礼を授ける。
- 800年 - ローマ教皇・レオ3世がフランク王カールに西ローマ皇帝として戴冠。
- 1000年 - イシュトヴァーン1世がローマ教皇シルウェステル2世から授かった冠（聖イシュトヴァーンの王冠）を用いて戴冠。ハンガリー王国が正式に成立。（1001年1月1日とも）
- 1013年 - スヴェン1世がデーンロウを支配し、イングランドの王と宣言。
- 1025年 - ポーランド国王ミェシュコ2世の戴冠式。
- 1066年 - ノルマン・コンクエスト: イングランドを征服したノルマンディー公ギヨーム2世が、ウィリアム1世としてイングランド王に即位。
- 1076年 - ポーランド国王ボレスワフ2世の戴冠式。
- 1100年 - 第1回十字軍の指導者の1人ボードゥアンが初代エルサレム王に即位。
- 1130年 - シチリアのロジャー2世伯爵がシチリアの最初の王に選ばれる。
- 1146年 - 中世フランスの諸侯ブロワ家の貴族ウスタシュがブローニュ伯（英語版）に就任した。
- 1261年 - 東ローマ帝国の11歳のヨハネス4世ラスカリスが、彼の共同支配者であるミカエル8世パレオロゴスの命令によって追放され盲目になる。
- 1492年 - クリストファー・コロンブスが指揮するキャラック船のサンタ・マリア号が、見張りの失敗でハイチ沖の珊瑚礁にぶつかる。
- 1553年 - トゥカペルの戦い（英語版）：ラウタロの下のマプチェ族の反乱軍が、スペインの征服者を打ち負かし、チリの知事ペドロ・デ・バルディビアを処刑。
- 1559年 - 前任者の死から4ヶ月でピウス4世が選出される。
- 1643年 - イギリス東インド会社のウィリアム・マイノースが現在のクリスマス島に到達し、クリスマス島と命名。
- 1758年 - 1705年にエドモンド・ハレーが、ニュートンの法則によって予測したハレー彗星の回帰を、ドイツのアマチュア天文学者ヨハン・ゲオルク・パリッチュが確認[1]。
- 1766年 - チリのマプチェ族がスペイン人に対して一連の奇襲攻撃を開始。
- 1776年 - ジョージ・ワシントンと大陸軍が夜にデラウェア川を渡り、翌日ニュージャージー州トレントンでイギリスに仕えるヘッセン軍を攻撃。
- 1809年 - エフライム・マクドウェル博士が初の卵巣摘出術を行う。
- 1818年 - クリスマス・キャロル「きよしこの夜」がオーストリア帝国オーベルンドルフの教会にて初披露。
- 1842年（天保13年11月24日） - 佐久間象山が、日本の海防策をまとめた意見書｢海防八策｣を、藩主真田幸貫へ上申する[2]。
- 1878年 - 東京・両国の米津風月堂が日本で初めてチョコレート（貯古齢糖）を発売。
- 1891年 - 野党主張の予算削減案が可決されたことを受け、第1次松方内閣が日本で初めて衆議院を解散。
- 1897年 - 志賀潔が赤痢の病原体発見の第一報を「細菌学雑誌」で発表。
- 1914年 - 第一次世界大戦: クリスマス休戦が始まる。
- 1918年 - 第41議会召集。
- 1926年 - 大正天皇の崩御に伴い裕仁親王（昭和天皇）が皇位を継承。大正から昭和に改元。
- 1926年 - 浜松高等工業学校の高柳健次郎が機械・電子折衷式テレビ受像機を開発。「イ」の字を表示させる。
- 1927年 - ベトナム国民党結成。
- 1931年 - 東京駅前に東京中央郵便局の新局舎が完成。
- 1941年 - 第二次世界大戦: 香港のイギリス軍が日本軍に降伏し香港の戦いが終結。香港の日本統治が始まる。
- 1946年 - 制憲国民大会で中華民国憲法が制定。
- 1947年 - 中華民国憲法が発効。
- 1949年 - ハバロフスク裁判はじまる。
- 1950年 - スコットランド人学生によってロンドンのウェストミンスター寺院のスクーンの石が持ち去られる。
- 1951年 - 東京で初の民間放送ラジオ局、ラジオ東京（JOKR、現・TBSラジオ）開局。
- 1952年 - 神戸放送（現・ラジオ関西）が日本の放送局では初めての電話リクエスト番組をクリスマス特番として実施。
- 1953年 - 返還済みのトカラ列島を除く奄美群島が7年10か月ぶりにアメリカから日本に返還される。
- 1953年 - ラジオ岩手（現・IBC岩手放送）開局。
- 1958年 - 東海テレビ開局。
- 1964年 - 日本初の交直両用特急形電車481系がデビューし、それを使用した「雷鳥」「しらさぎ」が運行開始。
- 1964年 - 立山黒部貫光設立。
- 1969年 - セイコーが世界初のクォーツ時計「アストロン」を発表。クォーツショックと呼ばれる業界の大規模な構造変化をもたらす。
- 1971年 - 国鉄臼ノ浦線・世知原線がこの日の運行限りで廃止。
- 1975年 - 子門真人の「およげ!たいやきくん」発売、空前のヒットに。
- 1977年 - イスラエル首相メナヘム・ベギンとエジプト大統領アンワル・アッ＝サーダートが会談。
- 1988年 - オリエント・エクスプレス '88が大阪発上野行きの列車で日本国内での営業運行を終える。
- 1989年 - ルーマニア革命: ルーマニア社会主義共和国のチャウシェスク前大統領夫妻が救国戦線による軍事裁判で死刑を宣告。即日執行される。
- 1991年 - ソビエト連邦の崩壊: ソ連ゴルバチョフ大統領が、自身の辞任とソビエト連邦の解体を表明。
- 2001年 - 第1回M-1グランプリ決勝戦開催。中川家が初代王者となる。
- 2003年 - 欧州宇宙機関の火星探査機「マーズ・エクスプレス」が火星の軌道に投入。同日、マーズ・エクスプレスから分離された着陸船「ビーグル2」の火星表面への着陸が行われたが、通信が途絶。
- 2004年 - 欧州宇宙機関の土星探査機「カッシーニ」から小型探査機「ホイヘンス・プローブ」が分離され、衛星タイタンに着陸。
- 2005年 - JR羽越本線脱線事故: 山形県東田川郡庄内町のJR羽越本線の特急いなほ14号が突風に煽られ脱線転覆し、乗客5人が死亡、乗員乗客33人が重軽傷を負った[3]。
- 2009年 - デルタ航空機爆破テロ未遂事件: オランダ・アムステルダムからデトロイトに向かっていたノースウエスト航空253便の機内で、テロリスト爆発物を爆破させようとしたが未遂に終わる[4]。
- 2016年 - 1967年から放送されていたテレビ東京の長寿番組「話題の医学」が放送を終了。49年8か月の歴史に幕を下ろす。
- 2019年 - 東京地検特捜部が、統合型リゾート施設（ＩＲ）事業への参入を巡る収賄容疑で秋元司衆院議員を逮捕した[5]。
- 2024年 - 学習指導要領改訂に関する論議が開始。改訂された要領の施行は2030年以降。
- 2024年 - 2024年の国内の日本人の子どもの出生数が約68万7000人と推計され、過去最低となる。
- 2024年 - カザフスタンでアゼルバイジャン航空の旅客機の墜落事故が発生。乗員・乗客67人のうち38人が死亡。

## 誕生日

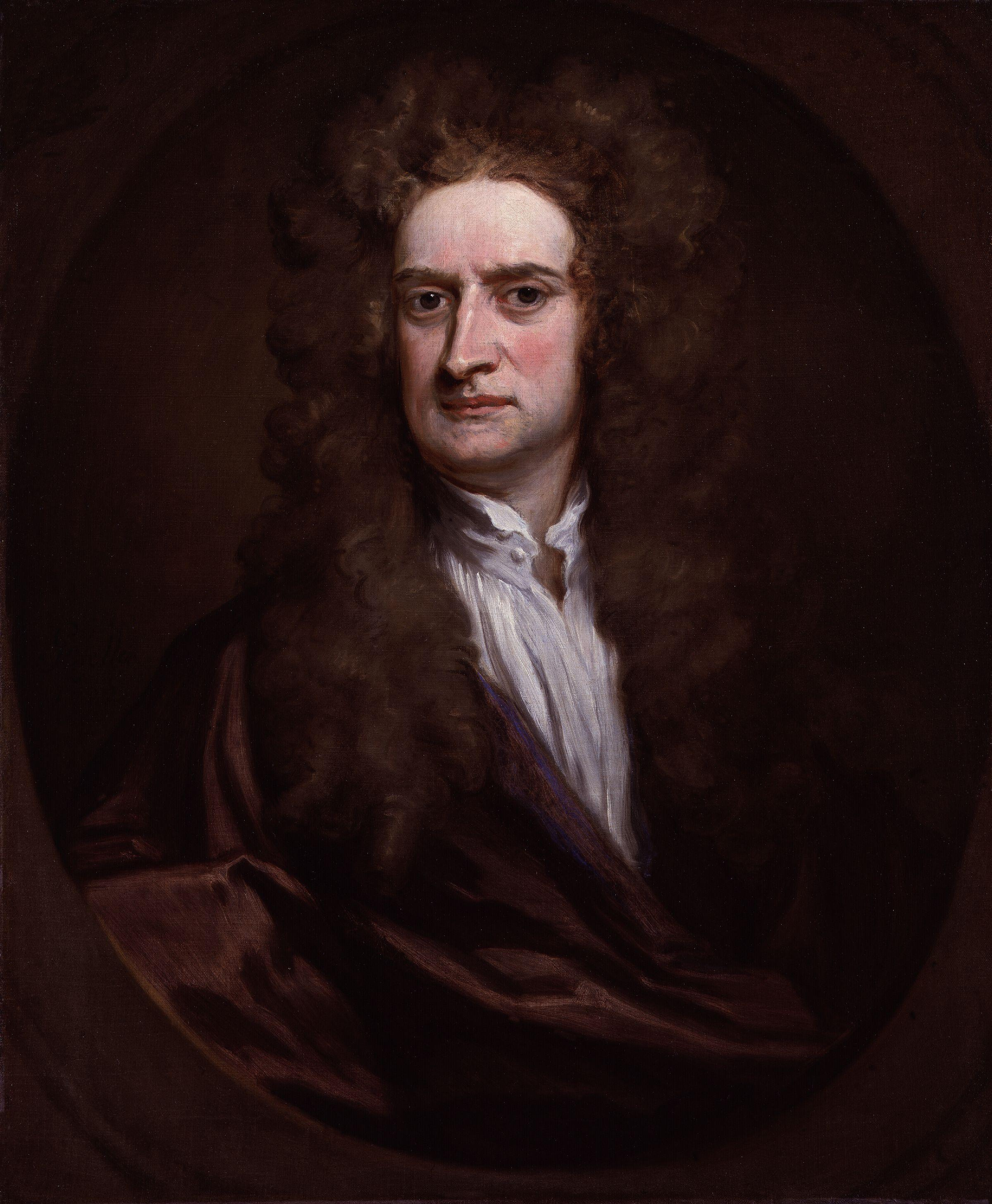
物理学者・数学者アイザック・ニュートン(1642-1727)誕生。

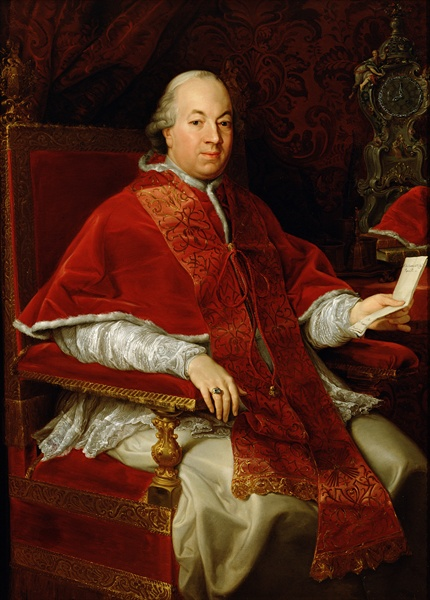
第250代ローマ法王ピウス6世(1717-1799)誕生。

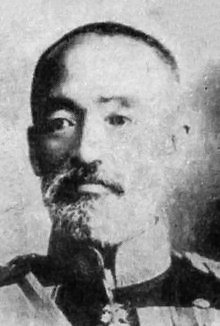
大日本帝国陸軍元帥乃木希典(1849-1912)誕生。

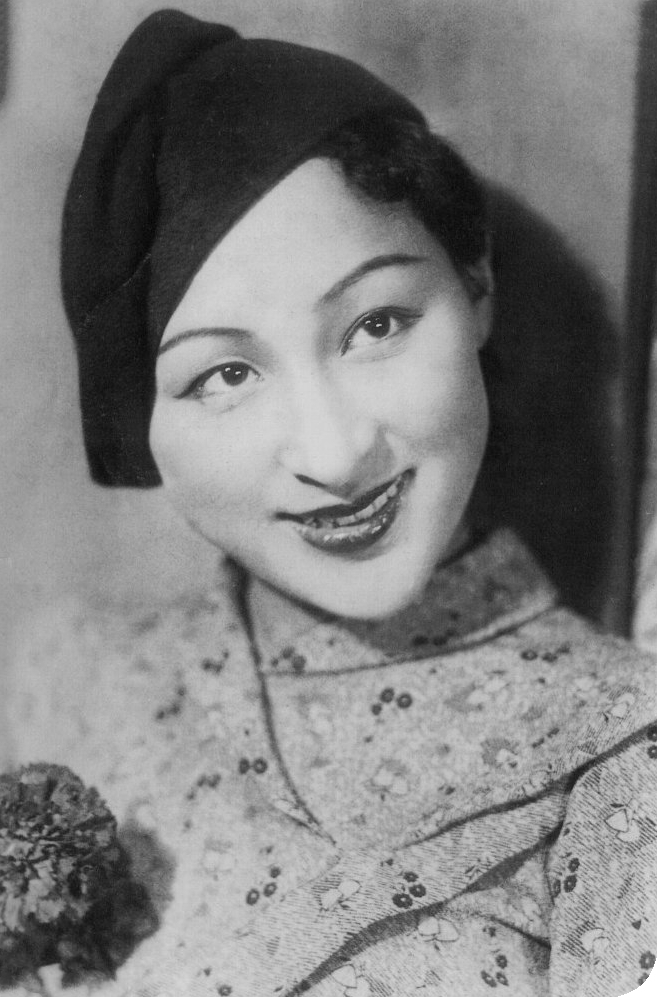
女優逢初夢子(1915-没年不詳)誕生。

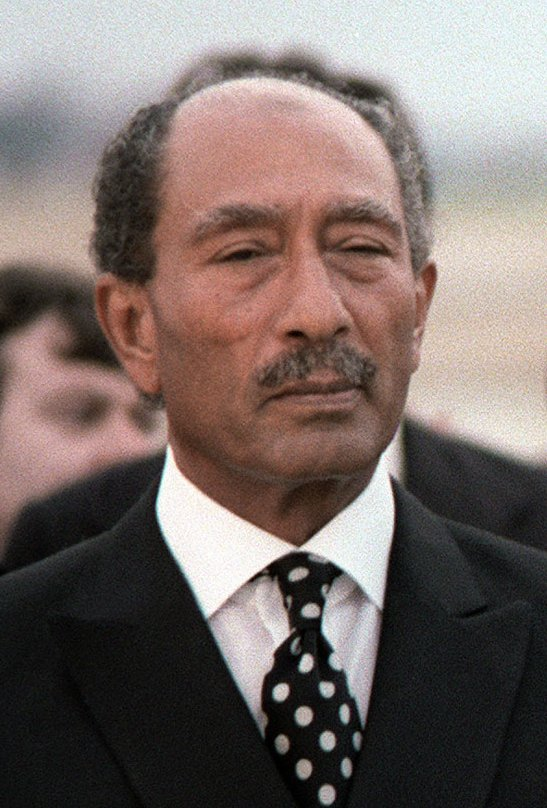
元エジプト大統領アンワル・アッ＝サーダート(1918-1981)誕生。

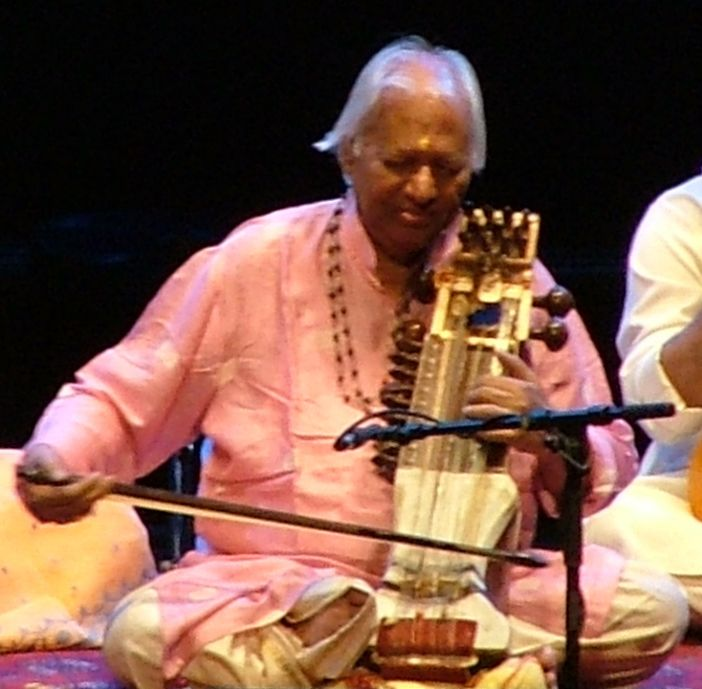
音楽家ラム・ナラヤン(1927-2024)誕生。

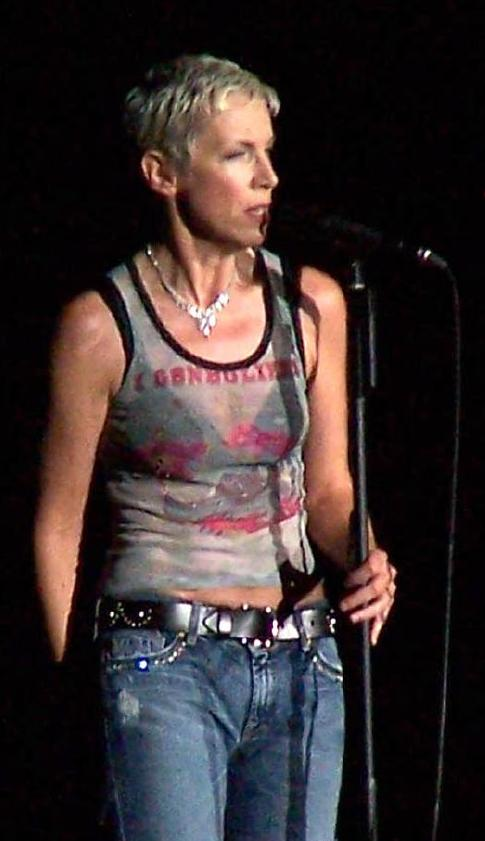
ミュージシャンアニー・レノックス(1954-)誕生。

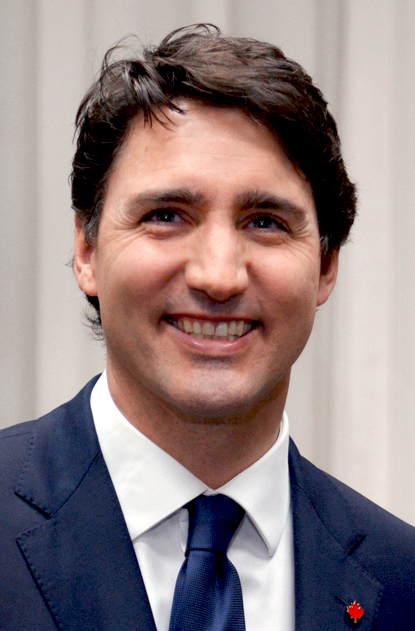
第29代カナダ首相ジャスティン・トルドー(1971-)誕生。

- 1250年 - ヨハネス4世ラスカリス、ニカイア帝国の最後の皇帝（+ 1305年）
- 1424年 - マーガレット・ステュアート、フランス王太子ルイ（のちのルイ11世）の妃（+ 1445年）
- 1461年 - クリスティーナ・フォン・ザクセン、デンマーク・ノルウェー・スウェーデン王ハンスの王妃（+ 1521年）
- 1458年（長禄2年11月20日） - 尼子経久、戦国武将（+ 1541年）
- 1494年 - アントワネット・ド・ブルボン＝ヴァンドーム、フランスの貴族ギーズ公クロードの妻（+ 1583年）
- 1505年 - クリスティーナ・フォン・ザクセン、ドイツのザクセン公爵家（アルベルティン家）の公女で、ヘッセン方伯フィリップ1世の（最初の）妻（+ 1549年）
- 1553年（天文22年11月20日）- 九条兼孝、安土桃山時代から江戸時代初期の公卿（+ 1636年）
- 1590年（天正18年11月29日） - 亀井政矩、初代石見国津和野藩主（+ 1619年）
- 1601年 - エルンスト1世、ザクセン＝ゴータ公（在位：1640年 - 1675年）（+ 1675年）
- 1628年 - ノエル・コワペル、フランスの画家（+ 1707年）
- 1642年 - アイザック・ニュートン、物理学者、数学者（+ 1727年）
- 1717年 - ピウス6世、ローマ教皇（+ 1799年）
- 1724年 - ジョン・ミッチェル、天文学者、科学者（+ 1793年）
- 1746年（延享3年11月14日）- 柳原紀光、江戸時代中期の公卿（+ 1800年）
- 1802年（享和2年12月1日）- 万里小路正房、江戸時代後期の公卿（+ 1859年）
- 1815年 - テミストークレ・ソレーラ、オペラ台本作家（+ 1878年）
- 1821年 - クララ・バートン、アメリカ赤十字社の設立者で、看護師のパイオニア（+ 1912年）
- 1828年 - フェリックス・ツー・ザルム＝ザルム、プロイセンの貴族ザルム＝ザルム家出身の軍人、傭兵（+ 1870年）
- 1849年（嘉永2年11月11日）- 乃木希典、軍人（+ 1912年）
- 1856年 - パッド・ガルヴィン、プロ野球選手（+ 1902年）
- 1861年 - ウォルター・ウェストン、登山家、宣教師（+ 1840年）
- 1863年（文久3年11月15日） - 志賀重昂、地理学者（+ 1927年）
- 1864年 - ジョー・クイン、プロ野球選手（+ 1940年）
- 1872年（明治5年11月25日） - 添田唖蝉坊、演歌師（+ 1944年）
- 1872年 - ヘレナ・ルビンスタイン、実業家（+ 1965年）
- 1874年 - 森三之助、俳優（+ 1940年）
- 1876年 - ムハンマド・アリー・ジンナー、パキスタン建国の父、インド・ムスリム連盟指導者（+ 1948年）
- 1876年 - アドルフ・ヴィンダウス、化学者 (+ 1959年)
- 1877年 - ポール・フラマリエ、地質学者（+ 1970年）
- 1880年 - 苫米地義三、実業家、政治家、第8代運輸大臣、第3代内閣官房長官（+ 1959年）
- 1886年 - キッド・オリー、ジャズのトロンボーン奏者、バンドリーダー（+ 1973年）
- 1886年 - 石井漠、舞踏家、ダンサー（+ 1962年）
- 1886年 - ノエル・レズリー、イギリスのスコットランド貴族第19代ロシズ伯爵ノーマン・レズリー（英語版）の妻（+ 1956年）
- 1886年 - ルイ・シボレー、レーシングドライバー（+ 1941年）
- 1887年 - 高木八尺、アメリカ研究者（+ 1984年）
- 1887年 - コンラッド・ヒルトン、実業家（+ 1979年）
- 1891年 - 堂本印象、画家（+ 1975年）
- 1891年 - E・A・デュポン、映画監督（+ 1956年）
- 1895年 - 金子光晴、詩人（+ 1975年）
- 1899年 - ハンフリー・ボガート、映画俳優（+ 1957年）
- 1899年 - 藤間林太郎、俳優（+ 1969年）
- 1899年 - 尾崎一雄、小説家（+ 1983年）
- 1901年 - アリス (グロスター公爵夫人)、イギリス王室（+ 2004年）
- 1901年 - 大山朝常、政治家（+ 1999年）
- 1902年 - 彦坂忠義、原子核物理学者、新潟大学名誉教授（+ 1989年）
- 1902年 - フランソワーズ・ドルレアン、フランスのオルレアン家の王族（+ 1953年）
- 1904年 - ゲルハルト・ヘルツベルク、物理化学者（+ 1999年）
- 1904年 - 舟橋聖一、小説家（+ 1976年）
- 1905年 - 渡辺東一、将棋棋士（+ 1985年）
- 1905年 - オルドリッヒ・ネイエドリー、サッカー選手（+ 1990年）
- 1906年 - エルンスト・ルスカ、物理学者（+ 1988年）
- 1906年 - クラーク・クリフォード、弁護士、国防長官（+ 1998年）
- 1907年 - クリスティアン・ヨハンソン、スキージャンプ選手（+ 1984年）
- 1907年 - キャブ・キャロウェイ、ジャズ・シンガー、バンドリーダー（+ 1994年）
- 1907年 - 原千秋、映画監督（+ 没年不詳）
- 1909年 - メアリー・シェパード、イラストレーター（+ 2000年）
- 1909年 - 浮田左武郎、俳優、作家（+ 1987年）
- 1909年 - ルイ・ヴァン・リント、画家（+ 1986年）
- 1910年[注 1] - 優希クロエ、グラビアアイドル（元純情のアフィリア）
- 1911年 - ルイーズ・ブルジョワ、彫刻家（+ 2010年）
- 1911年 - バーン・ホガース、漫画家、イラストレーター、美術教育者、美術理論家（+ 1996年）
- 1912年 - 阿部光子、小説家（+ 2008年）
- 1913年 - キャンディ・キャンディード、声優（+ 1999年）
- 1913年 - ジョルジュ・コワリ、ソ連の諜報員（+ 2006年）
- 1913年 - トニー・マーティン、俳優、歌手（+ 2012年）
- 1914年 - 原智恵子、ピアニスト（+ 2001年）
- 1915年 - 逢初夢子、女優（+ 没年不詳）
- 1915年 - ダヴィッド・アシュケナージ、ピアニスト、コンサートマスター、作曲家（+ 1997年）
- 1916年 - 福田孝、フクダ電子創業者（+ 1998年）
- 1916年 - ベン・ベラ、政治家、アルジェリア民主人民共和国初代大統領（+ 2012年）
- 1917年 - 出澤三太、俳人（+ 1985年）
- 1918年 - アンワル・アッ＝サーダート、軍人、政治家、エジプト大統領（+ 1981年）
- 1920年 - ノエル・ハワード、映画監督、脚本家、映画プロデューサー（+ 1987年）
- 1921年 - 宮田輝、NHKアナウンサー（+ 1990年）
- 1923年 - 山本正美、作曲家（+ 2003年）
- 1923年 - 谷川雁、詩人、評論家（+ 1995年）
- 1923年 - ルネ・ジラール、文芸評論家、思想家（+ 2015年）
- 1924年 - ノエル・リー、ピアニスト、作曲家（+ 2013年）
- 1924年 - 岡本敦郎、歌手（+ 2012年）
- 1924年 - ロッド・サーリング、脚本家（+ 1975年）
- 1925年 - 浜林正夫、歴史学者、一橋大学名誉教授（+ 2018年）
- 1926年 - 植木等、コメディアン、俳優 ※戸籍上は1927年2月25日（+ 2007年）
- 1926年 - 関根潤三、プロ野球選手、監督 ※戸籍上は1927年3月15日（+ 2020年）
- 1927年 - 花原照子、女優
- 1927年 - ラム・ナラヤン、音楽家（+ 2024年）
- 1928年 - 福永令三、児童文学作家（+ 2012年）
- 1931年 - 藁科満治、政治家
- 1932年 - 江藤淳、文学評論家（+ 1999年）
- 1932年 - 小沢通宏、元サッカー選手、指導者
- 1933年 - 安西孝之、実業家
- 1933年 - 岸田秀、心理学者
- 1935年 - ドナルド・ノーマン、認知科学者
- 1939年 - 夏八木勲、俳優（+ 2013年）
- 1939年 - ボブ・ジェームス、ミュージシャン
- 1941年 - 加瀬忠、教育家、元陸上競技選手
- 1941年 - レナート・グリーン、マジシャン
- 1943年 - 袴谷憲昭、仏教学者
- 1943年 - 白田山秀敏、元大相撲力士、年寄10代谷川
- 1943年 - ウィルソン・フィッティパルディ、F1ドライバー、F1チームオーナー（+ 2024年）
- 1945年 - 橋本光明、教育者、信州大学名誉教授
- 1945年 - ハムダン・ビン＝ラーシド・アール＝マクトゥーム、ドバイ首長国の副首長、オーナーブリーダー（+ 2021年）
- 1945年 - ケン・ステイブラー、アメリカンフットボール選手（+ 2015年）
- 1947年 - 加藤純子、児童文学作家
- 1948年 - 阿部憲一、元プロ野球選手
- 1949年 - シシー・スペイセク、女優
- 1949年 - ジョー・ルイス・ウォーカー - ブルース・ギタリスト、歌手（+ 2025年）
- 1949年 - 大和なでしこ、女優
- 1949年 - 山口和雄、元プロ野球選手
- 1950年 - 高橋真裕、銀行家、岩手銀行会長
- 1951年 - 山本功児、プロ野球選手、監督（+ 2016年）
- 1953年 - 角川博、歌手
- 1954年 - アニー・レノックス、歌手
- 1956年 - 小椋冬美、漫画家
- 1957年 - 森園みるく、漫画家、写真家
- 1957年 - 本間欧彦、テレビプロデューサー、実業家
- 1958年 - 飯島千鶴、バイオリニスト
- 1958年 - リッキー・ヘンダーソン、元プロ野球選手（+ 2024年）
- 1959年 - 乾はるか、漫画家
- 1959年 - ジョン・キムラ・パーカー、ピアニスト
- 1959年 - 宮本岳志、政治家
- 1960年 - 西澤保彦、作家
- 1960年 - トーマス・オマリー、元プロ野球選手
- 1960年 - タイ・ゲイニー、元プロ野球選手
- 1961年 - 海道力也、俳優
- 1962年 - 柴田次郎、俳優
- 1962年 - 中村大樹、声優
- 1962年 - チョン・ミスク、声優
- 1962年 - ジョナサン・ノット、指揮者
- 1964年 - 山崎修、実業家、フリースタイルスキー選手、モーグル選手
- 1964年 - イアン・ボストリッジ、歌手
- 1965年 - 桐島ノエル、タレント
- 1966年 - 谷中敦、ミュージシャン（東京スカパラダイスオーケストラ）
- 1966年 - 蒲谷和茂、元プロ野球選手
- 1966年 - 新井敏弘、ラリードライバー
- 1967年 - 田中美和子、タレント、フリーアナウンサー
- 1968年 - 岩橋道子、女優
- 1968年 - 緒方孝市、元プロ野球選手、監督
- 1968年 - スコット・ブレット、元プロ野球選手
- 1968年 - ヘレナ・クリステンセン、スーパーモデル
- 1970年 - 羽生生純、漫画家
- 1970年 - 千代丸亮彦、元プロ野球選手
- 1971年 - 吉見美津子、元アイドル（おニャン子クラブ）
- 1971年 - 白石ひとみ、元AV女優
- 1971年 - ジャスティン・トルドー、政治家、第29代カナダ首相
- 1972年 - アニータ・アルバラード、女優、エッセイスト、歌手
- 1972年 - 山岸敬和、政治学者
- 1972年 - ジョニー志村、ものまねタレント
- 1973年 - 三浦大輔、元プロ野球選手、監督
- 1973年 - 増田忠俊、サッカー選手
- 1973年 - 小手伸也、俳優
- 1973年 - 佐藤貞治、元プロ野球選手
- 1973年 - 本村剛一、元テニス選手
- 1974年 - 哲夫、お笑い芸人（笑い飯）
- 1974年 - 春日由実、アナウンサー
- 1974年 - 貝塚政秀、元プロ野球選手
- 1974年 - 鈴木真理、元自転車プロロードレーサー
- 1975年 - 岡島秀樹、元プロ野球選手
- 1975年 - 中岡由佳、タレント、フリーアナウンサー
- 1975年 - 香林ゆうき、漫画家
- 1975年 - 糸杉柾宏、漫画家
- 1975年 - 岩村敬士、元プロ野球選手
- 1976年 - 猿橋英之、放送作家、元お笑いタレント（元5番6番）
- 1976年 - ツォーマス・ホロパイネン、キーボーディスト（ナイトウィッシュ）
- 1976年 - 増山麗奈、画家、政治活動家、ジャーナリスト、映画監督、パフォーマー、作家
- 1976年 - アーミン・ヴァン・ビューレン、音楽プロデューサー、DJ
- 1977年 - 鈴木里沙、舞台女優
- 1977年 - 火野蜂三、俳優
- 1977年 - プリヤ・ラーイ、ポルノ女優
- 1978年 - 高橋みゆき、バレーボール選手
- 1978年 - 上野裕平、元プロ野球選手
- 1978年 - 王偉、元プロ野球選手
- 1979年 - 石川竜也、元サッカー選手
- 1980年 - 杉山直久、元プロ野球選手
- 1980年 - 橋本麗香、女優、モデル
- 1980年 - 朝倉みず希、タレント
- 1980年 - ジョアンナ・エンジェル、ポルノ女優
- 1980年 - 齊藤健一郎、政治家
- 1981年 - ウィリー・タベラス、プロ野球選手
- 1981年 - 北田瑠衣、プロゴルファー
- 1981年 - すぐる、ミュージシャン（All Japan Goith）
- 1981年 - ヴィクトリア・ボルゼンコワ、フィギュアスケート選手
- 1982年 - サムソン・ラマダニ、マラソン選手
- 1983年 - 遠藤要、俳優
- 1983年 - 安藤聖、女優
- 1983年 - 大西富士子、セーリング選手
- 1983年 - トリスタン・ソード、フィギュアスケート選手
- 1983年 - グイ・ルンメイ、女優
- 1984年 - 市野瀬瞳、アナウンサー
- 1984年 - 古川枝里子、CBCテレビアナウンサー
- 1984年 - 水沢里美、キーボード奏者
- 1984年 - 佐田の富士哲博、元大相撲力士、年寄18代振分
- 1985年 - 粕谷雄太、声優
- 1985年 - 枡田絵理奈、アナウンサー
- 1985年 - 西森千芳、アナウンサー
- 1986年 - 洲崎綾、声優
- 1986年 - 吉岡亜衣加、シンガーソングライター
- 1986年 - 小川哲、小説家
- 1986年 - 瀬間友里加、テニス選手
- 1986年 - 鈴江彬、元プロ野球選手
- 1986年 - 大成安代、元アナウンサー
- 1986年 - メクボ・ジョブ・モグス、陸上競技選手
- 1987年 - つぼみ、元AV女優
- 1988年 - マリ・ヴァルトマン、フィギュアスケート選手
- 1988年 - エリコ、歌手（The Do-Nuts）
- 1988年 - エリック・ゴードン、バスケットボール選手
- 1988年 - 浜中俊、騎手
- 1988年 - 中山麻聖、俳優
- 1989年 - 野村香菜子、声優
- 1989年 - 丸山葵、タレント
- 1989年 - 橋本千里、ハンドボール選手
- 1989年 - 田中まい、競輪選手
- 1989年 - 仲井洋平、元野球選手
- 1989年 - 針谷千紗子、元自転車ロードレーサー
- 1991年 - 黒瀬真奈美、女優
- 1991年 - 愛美、声優、歌手
- 1991年 - 三木汐莉、元陸上競技選手
- 1992年 - 御嶽海久司、大相撲力士
- 1992年 - 安宅晃樹、フジテレビアナウンサー
- 1993年 - 武井咲、女優、ファッションモデル
- 1993年 - アンドレア・ドルーズ、バレーボール選手
- 1993年 - マドレーヌ・マロンガ、柔道家
- 1995年 - 徳原旅行、お笑いタレント
- 1995年 - たっくー、YouTuber
- 1996年 - 三津谷隼人、調教助手、元騎手
- 1996年 - 菱川文香、元バレーボール選手
- 1997年 - 永藤歩、サッカー選手
- 2000年 - 浅野杏奈、アイドル（元マジカル・パンチライン）
- 2000年 - 今橋祐希、バレーボール選手
- 2001年 - 青木滉平、アイドル（ジュニア、少年忍者）
- 2001年 - アンジェリーナ1/3、ミュージシャン（Gacharic Spin）
- 2001年 - 大熊環、サッカー選手
- 2003年 - 城月菜央、アイドル（高嶺のなでしこ）
- 2003年 - 川船暁海、サッカー選手
- 2003年 - 羽田慎之介、プロ野球選手
- 2006年 - 森駿太、プロ野球選手
- 2006年 - 菅谷脩人、サッカー選手
- 2006年 - 狩生聖真、プロ野球選手
- 生年不詳 - 未沙のえる、女優、元宝塚歌劇団
- 生年不詳 - 影山灯[6]、声優
- 生年不詳 - 苅谷瑠衣[7]、声優
- 生年不詳 - 酒井敬幸、声優
- 生年不詳 - 佐藤ゆうこ、声優
- 生年不詳 - 下村基治、声優
- 生年不詳 - なりた雛糸、声優
- 生年不詳 - 山田京奈、声優
- 生年不詳 - 上田リエコ、漫画家
- 生年不詳 - 渡辺とおる、漫画家
- 生年不詳 - ユッコ・ミラー、サックス奏者、作曲家、編曲家、YouTuber
- 生年不詳 - じゃぱぱ[8]、ゲーム実況者、YouTuber（カラフルピーチ）
- 生年不詳 - シヴァ[9]、ゲーム実況者、YouTuber（カラフルピーチ）
- 生年不詳 - 井上由貴、元タレント

## 忌日

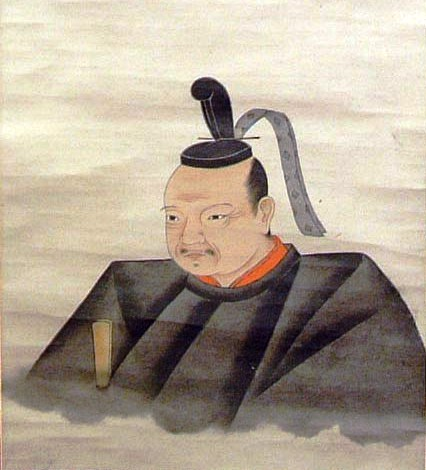
戦国大名吉川元春(1530-1586)没。

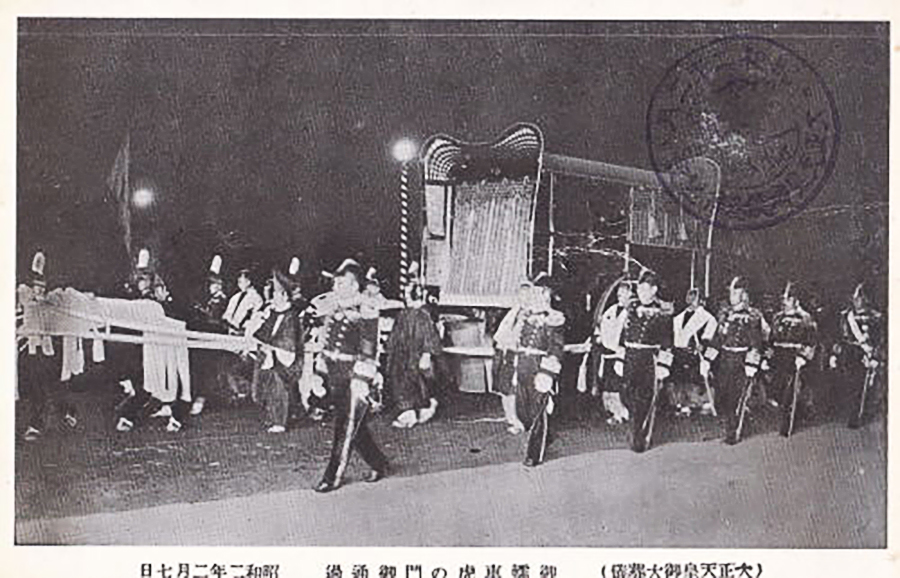
第123代天皇大正天皇(1879-1926)崩御。
画像は翌年執り行われた大喪の礼。

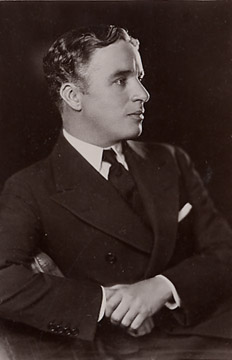
喜劇俳優・映画監督チャールズ・チャップリン(1889-1977)没。

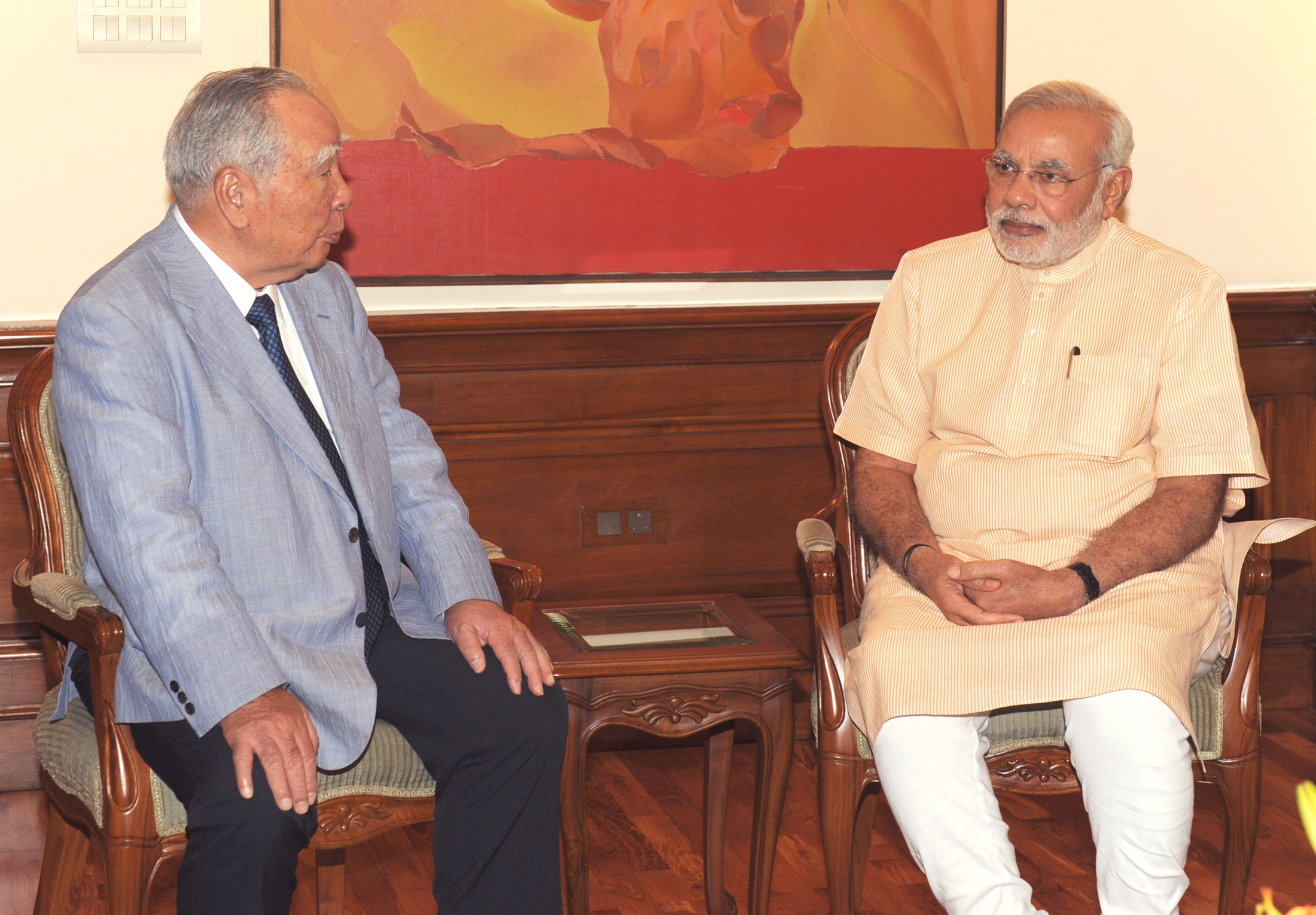
第4代スズキ社長鈴木修(1930-2024)没。画像はインドのモディ首相と会談する鈴木修。

- 紀元前317年 - ピリッポス3世、マケドニア王（* 紀元前359年）
- 820年 - レオーン5世、東ローマ皇帝
- 977年（貞元2年11月8日）- 藤原兼通、公卿（* 925年）
- 1586年（天正14年11月15日）- 吉川元春、戦国武将、毛利元就の次男（* 1530年）
- 1614年（慶長19年11月25日）- 近衛信尹、公卿（* 1565年）
- 1635年 - サミュエル・ド・シャンプラン、地理学者、探検家、ケベック・シティー創設者（* 1567年もしくは1570年）
- 1820年 - ジョゼフ・フーシェ、政治家（* 1759年）
- 1834年 - ダーヴィト・フリートレンダー、教育家、作家（* 1750年）
- 1868年 - ライナス・イェール・ジュニア（英語版）、実業家、ピンタンブラー錠開発者、イェール・ロック・カンパニー共同設立者（* 1821年）
- 1845年 - ヴィルヘルム・フリードリヒ・エルンスト・バッハ、作曲家（* 1759年）
- 1875年 - ヤングトムモリス、プロゴルファー（* 1851年）
- 1914年 - ベルンハルト・シュターフェンハーゲン、音楽家（* 1862年）
- 1921年 - ハンス・フーバー、作曲家（* 1852年）
- 1922年 - 鈴木馬左也、実業家（* 1861年）
- 1926年 - 大正天皇、第123代天皇（* 1879年）
- 1928年 - 小山内薫、作家（* 1881年）
- 1930年 - オイゲン・ゴルトシュタイン、物理学者、陽極線発見者（* 1850年）
- 1938年 - カレル・チャペック、劇作家（* 1890年）
- 1944年 - マルティン・クッタ、数学者（* 1867年）
- 1944年 - 片岡鉄兵、小説家（* 1894年）
- 1956年 - ローベルト・ヴァルザー、作家（* 1878年
- 1961年 - オットー・レーヴィ、生理学者（* 1873年）
- 1961年 - オーウェン・ブリュスター、元メイン州知事（* 1888年）
- 1961年 - 矢内原忠雄、経済学者（* 1893年）
- 1963年 - トリスタン・ツァラ、詩人（* 1896年）
- 1969年 - 倉田主税、実業家、元日立製作所社長、日本科学技術振興財団初代会長（* 1886年）
- 1973年 - ガブリエル・ヴォアザン、航空機開発者（* 1880年）
- 1973年 - イスメト・イノニュ、第2代トルコ共和国大統領（* 1884年）
- 1977年 - チャールズ・チャップリン、喜劇俳優（* 1889年）
- 1979年 - 富木謙治、合気道、柔道家（* 1900年）
- 1979年 - マリオ・フィリッペスキ、テノール歌手（* 1907年）
- 1980年 - 神谷正太郎、実業家、初代トヨタ自動車販売社長、初代名古屋放送（現名古屋テレビ放送）社長（* 1898年）
- 1983年 - ジョアン・ミロ、画家（* 1893年）
- 1986年 - 梅澤濱夫、医学者、細菌学者（* 1914年）
- 1988年 - 大岡昇平、作家（* 1909年）
- 1988年 - エフゲニー・ゴルベフ、作曲家（* 1910年）
- 1989年 - ニコラエ・チャウシェスク、政治家、ルーマニア大統領（* 1918年）
- 1989年 - エレナ・チャウシェスク、ニコラエ・チャウシェスクの妻（* 1919年）
- 1990年 - 松下眞一、作曲家、数学者、物理学者（* 1922年）
- 1991年 - 大坪健一郎、政治家（* 1925年）
- 1993年 - ピエール・オージェ、物理学者（* 1899年）
- 1993年 - 矢野健太郎、数学者（* 1912年）
- 1993年 - 藤村隆男、プロ野球選手（* 1920年）
- 1993年 - 逸見政孝、アナウンサー（* 1945年）
- 1993年 - ピエール・オージェ、物理学者（* 1899年）
- 1995年 - エマニュエル・レヴィナス、哲学者（* 1906年）
- 1995年 - ディーン・マーティン、俳優、歌手（* 1917年）
- 1997年 - 中村真一郎、小説家（* 1918年）
- 1999年 - 東敦子、ソプラノ歌手、音楽教育者（* 1936年）
- 1999年 - 池田貴族、ミュージシャン（* 1963年）
- 2000年 - ウィラード・ヴァン・オーマン・クワイン、哲学者（* 1908年）
- 2000年 - 浜口陽三、版画家（* 1909年）
- 2000年 - 檜山廣、実業家、元丸紅社長（* 1909年）
- 2000年 - 田村勲、元プロ野球選手（* 1957年）
- 2001年 - 鴨井達比古、脚本家（* 1943年）
- 2001年 - 山岡葉子、声優（* 1947年）
- 2002年 - ガブリエル・アーモンド、政治学者（* 1911年）
- 2004年 - 北川幸比古、児童文学作家、翻訳家、編纂家（* 1930年）
- 2004年 - ゲンナジー・ストレカロフ、宇宙飛行士（* 1940年）
- 2005年 - ビルギット・ニルソン、ソプラノ歌手（* 1918年）
- 2005年 - 早嶋健、実業家、旭屋書店社長（* 1927年）
- 2005年 - デレク・ベイリー、ギタリスト、即興演奏者（* 1930年）
- 2005年 - 佐々木丸美、小説家（* 1949年）
- 2006年 - 牧冬彦、実業家、元神戸製鋼所社長（* 1922年）
- 2006年 - ジェームス・ブラウン、ミュージシャン（* 1933年）
- 2007年 - ダン池田、バンドマスター（* 1935年）
- 2007年 - チコ本間、アルパ、ギター、チャランゴ、ハープ奏者（* 1940年）
- 2008年 - エド・カーティア、イラストレーター（* 1914年）
- 2008年 - アン・サヴェージ、女優（* 1921年）
- 2008年 - アーサー・キット、歌手、女優、キャバレー・スター（* 1927年）
- 2009年 - 上杉満生、写真家（* 1939年）
- 2010年 - カルロス・アンドレス・ペレス、政治家、元ベネズエラ大統領（* 1922年）
- 2010年 - バド・グリーンスパン、映画監督、脚本家、プロデューサー（* 1926年）
- 2010年 - 野村万之介、和泉流狂言師（* 1939年）
- 2011年 - 柳宗理、工業デザイナー（*1915年）
- 2011年 - 六世片岡芦燕、歌舞伎役者（* 1926年）
- 2011年 - 十代目岩井半四郎、俳優、歌舞伎役者（* 1927年）
- 2012年 - 青木芳之、競馬騎手（* 1977年）
- 2013年 - 雀部幸隆、政治学者、名古屋大学名誉教授（* 1936年）
- 2013年 - 岡村幸四郎、政治家、元埼玉県川口市長（* 1953年）
- 2013年 - 杉田宗久、元裁判官（* 1956年）
- 2014年 - デヴィッド・ライオール、俳優（* 1935年）
- 2015年 - 仁杉巌、第9代日本国有鉄道総裁（* 1915年）
- 2015年 - 加島祥造、詩人（* 1923年）
- 2015年 - 林聖二[10]、実業家、河内屋紙創業者（* 1927年）
- 2015年 - ロバート・スピッツァー、精神科医（* 1932年）
- 2016年 - ヴェラ・ルービン、天文学者（* 1928年）
- 2016年  - ヴァレリー・ハリロフ、軍人、音楽家（* 1952年）
- 2016年  - 伊藤能、将棋棋士（* 1962年）
- 2016年 - ジョージ・マイケル、シンガーソングライター（元ワム!）（* 1963年）
- 2017年 - 前田宏、弁護士、元検事総長（* 1926年）
- 2018年 - 中村恒也、実業家、元セイコーエプソン社長（* 1923年）
- 2018年 - ナンシー・ローマン、天文学者（* 1925年）
- 2018年 - 鴻池祥肇、政治家、第三代防災担当大臣（* 1940年）
- 2019年 - 村岡兼造、政治家、第50代郵政大臣、第64代運輸大臣、第62代内閣官房長官（* 1931年）
- 2019年 - ペーター・シュライアー、テノール歌手、指揮者（* 1935年）
- 2020年 - K・C・ジョーンズ、バスケットボール選手、指導者（* 1932年）
- 2020年 - ダニー・ホッジ、プロレスラー（* 1932年）
- 2020年 - トニー・ライス、ミュージシャン（* 1951年）
- 2021年 - ウェイン・ティーボー、画家（* 1920年）
- 2021年 - ジョナサン・スペンス、中国史学者（* 1936年）
- 2021年 - リチャード・マルシンコ、海軍軍人、セキュリティコンサルタント、作家（* 1940年）
- 2022年 - 古屋かほる、スーパーセンテナリアン（* 1908年）
- 2022年 - 篠田浩一郎、フランス文学者、比較文学者（* 1928年）
- 2022年 - 渡辺京二、思想史家、歴史家、評論家（* 1930年）
- 2022年 - 御園和夫、英語学者、関東学院大学名誉教授（* 1942年）
- 2022年 - 趙世熙、小説家（* 1942年）
- 2022年 - 布川ゆうじ、アニメーター、アニメ演出家、ぴえろ創業者（* 1947年）
- 2022年 - アレクセイ・マスロフ、軍人、元ロシア陸軍総司令官（* 1953年）
- 2022年 - ファビアン・オニール、サッカー選手（* 1973年）
- 2023年 - マンフレート・デーリング、軍人（* 1932年）
- 2023年 - 井畑明男、銀行家、元青森銀行頭取（* 1933年）
- 2023年 - 木戸美摸、プロ野球選手（* 1937年）
- 2023年 - ラズィー・ムーサヴィー、軍人、ゴドス軍将官（* 1963年）
- 2023年 - ビル・グレンジャー、シェフ、レストラン経営者、作家（* 1969年）
- 2024年 - 北畠典生、浄土真宗本願寺派僧侶、仏教学者、元龍谷大学学長、元岐阜聖徳学園大学学長（* 1928年）
- 2024年 - 鈴木修、実業家、スズキ相談役（* 1930年）
- 2024年 - エリック・ヘンニ、柔道家（* 1938年）
- 2024年 - ブリット・オールクロフト、映像作家、脚本家、監督、プロデューサー（* 1943年）
- 2024年 - ジャックス・デイン、プロレスラー（* 1976年）

## 記念日・年中行事

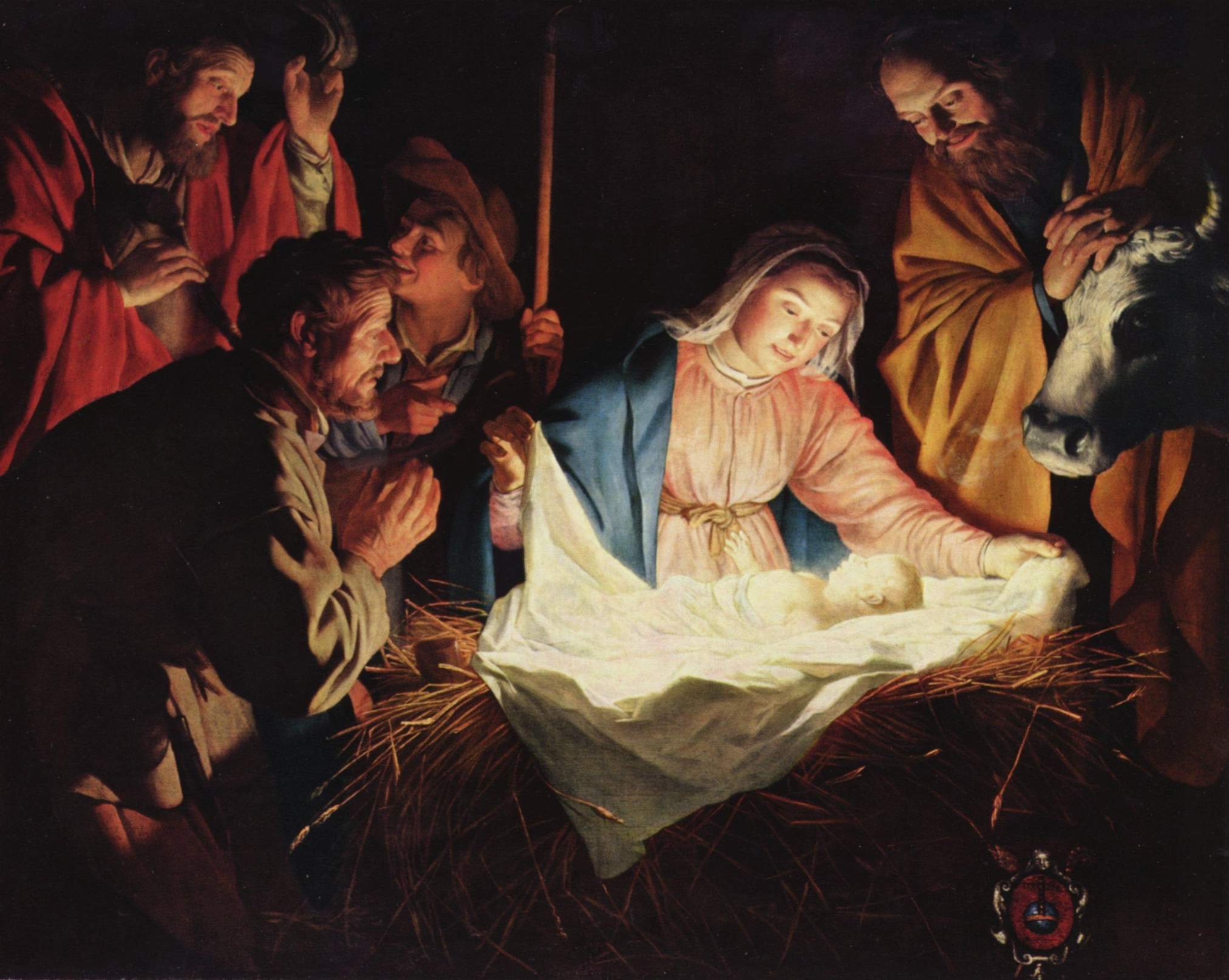
クリスマス
イエス・キリストの降誕を描いた宗教画

- クリスマス（ 世界）
イエス・キリストの降誕を記念する日。聖書にはキリストの誕生日についての記述はなく（4月から9月の間とされ、確定できているのは12月の寒い時期ではないということである）、各宗派がそれぞれに日付を定めてキリストの生誕を祝っていたが、元々太陽信仰のミトラ教の信者でキリスト教に改宗したローマ皇帝コンスタンティヌス1世が、336年にミトラ教の祭である冬至祭の日であったこの日をイエス・キリストの降誕の日と定めた。
- 憲法記念日（ 中華民国（台湾））
1946年のこの日に制憲国民大会で中華民国憲法が制定され、翌1947年に発効したことを記念。
- ジンナー誕生日（ パキスタン）
パキスタンの建国の父ムハンマド・アリー・ジンナーの1876年の誕生日。
- 終い天神・ 納め天神（ 日本）
1年で最後の天満宮の縁日。
- スケートの日（ 日本）
日本スケート場協会が1982年に制定。各地のスケート場への入場料が安くなるところが多い。1861年のこの日、函館に滞在していたイギリスの探検家トーマス・ライト・ブラキストンが、日本で初めてスケートをしたのが由来である。
- 大正天皇祭（ 日本、1926年 - 1947年）
大正天皇崩御の日。